# 火焰海扇蛤
火焰海扇蛤（学名：Pecten passerina），是莺蛤目海扇蛤科海扇蛤属的一种。主要分布于台湾，常栖息在浅海沙底。